# 幸野志有人
幸野 志有人（こうの しゅうと、1993年5月4日 - ）は、東京都江戸川区出身のサッカー選手。ポジションは主にミッドフィールダー（セントラル・ミッドフィールダー）。

## 来歴
3歳の時にサッカーを始め、小学校卒業後にJFAアカデミー福島に進んだ同アカデミーの1期生。各年代の日本代表に選ばれており、2009 FIFA U-17ワールドカップには唯一の高校1年生選手として選出され 出場を果たした。
2010年、当時のFC東京強化部長だった鈴木徳彦が「ジュニアの頃から図抜けた存在だった」 と幸野を高く評価しており、同クラブのキャンプに参加させてプレーぶりを確認し、プロ契約を打診。これに対し、アカデミーのスクールマスターだった田嶋幸三は、「幸野はアカデミー内ではレベルが違うから、早く出してあげた方がいい」と、16歳でのプロ入りを後押しした。3月になり、アカデミーを途中卒校し FC東京とプロ契約を結んだことにより、アカデミー出身者初のJリーグ選手となった。背番号は28に決まり、同じ背番号28の前任者であるMF米本拓司を目標に挙げた。
2010年シーズンは5月22日のナビスコカップ第3節新潟戦で初のベンチ入り。11月17日の天皇杯4回戦の千葉戦にて途中起用され、プロとして公式戦デビューを果たした。
2011年より大分トリニータへ期限付き移籍。17歳、Jリーグ史上最年少での移籍となった。田坂和昭監督は幸野のボールキープ力とアグレッシブな守備を評価。第12節栃木SC戦でリーグ戦デビューすると、ボランチとしてだけでなくシャドーストライカーとしても起用され2列目からの飛び出しなど攻撃面での貢献も見せた。
2012年、FC東京に復帰。J1第9節柏戦でJ1での初出場を記録した。さらに試合経験を積むために 同年8月より、FC町田ゼルビアへ期限付き移籍。中盤の軸の一人として活躍し、第36節大分戦でプロ入り後の初得点を挙げた。
町田で得た手応えを確かにすべく、2013年よりV・ファーレン長崎に期限付き移籍。長崎では主にFWに配され、ポジションを入れ替えながら攻撃するゼロトップを構成した。
2014年シーズンは1年半ぶりにFC東京へ復帰。同年のナビスコカップ仙台戦でFC東京での初先発 の機会を得るも その後の主力定着はかなわず、同年8月よりジェフユナイテッド市原・千葉へ期限付き移籍。終盤にかけて右サイドハーフの先発に定着し、巧みなパスで 攻撃のアクセントとなった。
2015年、FC東京へ復帰。2016年のACL・全北戦において、FC東京トップチームでは1年10ヶ月ぶりに公式戦出場。リーグ戦開幕以後はU-23チームでの出場が続き、同年6月20日にレノファ山口FCへ育成型期限付き移籍。ボランチに配された。
2017年、古巣V・ファーレン長崎へ完全移籍。
2018年9月8日、左膝の前十字靭帯を損傷し全治8ヶ月の重傷を負う。2019年シーズンはJ2リーグおよびルヴァンカップの出場はなく、12月5日に契約満了が発表された。
2020年2月17日、NPL（オーストラリア2部相当）のシドニー・オリンピックFCへの加入が発表。しかし、今度は開幕前に右膝の前十字靭帯を損傷する重傷を負い、シーズン中の復帰が不可能だったため契約解除。リバビリを続けながら次の所属先を探すことになった。同年、父親の健一がゼネラルマネージャーを務める千葉県社会人サッカーリーグ2部の市川SCに加入し、公式戦復帰を果たす。
2021年2月22日、関東サッカーリーグ2部に昇格した南葛SCに加入。11月に南葛SCとの契約を解除し渡独した。
2022年3月3日、ドイツレギオナルリーガに所属するFCオーバーノイラントに加入したと発表があった。

## エピソード
- 小学生の頃、FC東京のファンとなりFC東京深川グランドでのトップチーム練習を見学していた。当時はFWツゥットがお気に入りだった[50]。
- 父は元フロムワン顧問で現在FC市川GUNNERSの代表と市川SCのGMを務めるサッカーコンサルタントの幸野健一[51][52]。健一は祖父の親友宮本征勝からの薫陶を受け、クリスタル・パレスFCへの留学経験を持つなどサッカーへの造詣が深く[53]、息子に志有人（シュート）と名付け[9]、幼いころから熱心に指導した。
- 2020年にCLUB SARCASMというアパレルブランドを立ち上げている[46][54]。

## 所属クラブ
- 000000 - 2005年 フレンドリーSC (江戸川区立船堀第二小学校)[3]
- 2006年 - 2010年 JFAアカデミー福島 (広野町立広野中学校→福島県立富岡高等学校)[3]
- 2010年 - 2016年 FC東京
  - 2011年  大分トリニータ (期限付き移籍)
  - 2012年8月 - 同年12月  FC町田ゼルビア (期限付き移籍)
  - 2013年  V・ファーレン長崎 (期限付き移籍)
  - 2014年 - 2015年  Jリーグ・アンダー22選抜
  - 2014年8月 - 同年12月  ジェフユナイテッド市原・千葉 (期限付き移籍)
  - 2016年6月 - 同年12月  レノファ山口FC (期限付き移籍)
- 2017年 - 2019年  V・ファーレン長崎
- 2020年  シドニー・オリンピックFC（英語版）
- 2020年  市川SC
- 2021年 - 同年11月  南葛SC
- 2022年3月 - FCオーバーノイラント

## 個人成績
| 国内大会個人成績 | 国内大会個人成績 | 国内大会個人成績 | 国内大会個人成績 | 国内大会個人成績 | 国内大会個人成績 | 国内大会個人成績 | 国内大会個人成績 | 国内大会個人成績 | 国内大会個人成績 | 国内大会個人成績 | 国内大会個人成績 |
| 年度             | クラブ           | 背番号           | リーグ           | リーグ戦         | リーグ戦         | リーグ杯         | リーグ杯         | オープン杯       | オープン杯       | 期間通算         | 期間通算         |
| 年度             | クラブ           | 背番号           | リーグ           | 出場             | 得点             | 出場             | 得点             | 出場             | 得点             | 出場             | 得点             |
| 日本             | 日本             | 日本             | 日本             | リーグ戦         | リーグ戦         | リーグ杯         | リーグ杯         | 天皇杯           | 天皇杯           | 期間通算         | 期間通算         |
| ---------------- | ---------------- | ---------------- | ---------------- | ---------------- | ---------------- | ---------------- | ---------------- | ---------------- | ---------------- | ---------------- | ---------------- |
| 2010             | FC東京           | 28               | J1               | 0                | 0                | 0                | 0                | 1                | 0                | 1                | 0                |
| 2011             | 大分             | 33               | J2               | 18               | 0                | -                | -                | 2                | 0                | 20               | 0                |
| 2012             | FC東京           | 28               | J1               | 3                | 0                | 0                | 0                | -                | -                | 3                | 0                |
| 2012             | 町田             | 33               | J2               | 15               | 1                | -                | -                | 2                | 0                | 17               | 1                |
| 2013             | 長崎             | 14               | J2               | 32               | 2                | -                | -                | 1                | 0                | 33               | 2                |
| 2014             | FC東京           | 28               | J1               | 0                | 0                | 1                | 0                | 0                | 0                | 1                | 0                |
| 2014             | 千葉             | 33               | J2               | 13               | 1                | -                | -                | 1                | 0                | 14               | 1                |
| 2015             | FC東京           | 28               | J1               | 0                | 0                | 0                | 0                | 0                | 0                | 0                | 0                |
| 2016             | FC東京           | 28               | J1               | 0                | 0                | -                | -                | -                | -                | 0                | 0                |
| 2016             | 山口             | 15               | J2               | 8                | 0                | -                | -                | 1                | 1                | 9                | 1                |
| 2017             | 長崎             | 7                | J2               | 30               | 3                | -                | -                | 1                | 0                | 31               | 3                |
| 2018             | 長崎             | 7                | J1               | 2                | 0                | 5                | 0                | 2                | 1                | 9                | 1                |
| 2019             | 長崎             | 7                | J2               | 0                | 0                | 0                | 0                | 0                | 0                | 0                | 0                |
| 通算             | 日本             | 日本             | J1               | 5                | 0                | 6                | 0                | 3                | 1                | 14               | 1                |
| 通算             | 日本             | 日本             | J2               | 116              | 7                | 0                | 0                | 8                | 1                | 124              | 8                |
| 総通算           | 総通算           | 総通算           | 総通算           | 121              | 7                | 6                | 0                | 11               | 2                | 138              | 9                |

| 2014   | J-22   | -      | J3     | 2  | 0 | 2  | 0 |
| 2015   | J-22   | -      | J3     | 2  | 0 | 2  | 0 |
| 2016   | F東23  | 28     | J3     | 11 | 0 | 11 | 0 |
| 通算   | 日本   | 日本   | J3     | 15 | 0 | 15 | 0 |
| 総通算 | 総通算 | 総通算 | 総通算 | 15 | 0 | 15 | 0 |

| 国際大会個人成績 | 国際大会個人成績 | 国際大会個人成績 | 国際大会個人成績 | 国際大会個人成績 |
| 年度             | クラブ           | 背番号           | 出場             | 得点             |
| AFC              | AFC              | AFC              | ACL              | ACL              |
| ---------------- | ---------------- | ---------------- | ---------------- | ---------------- |
| 2012             | FC東京           | 28               | 0                | 0                |
| 2016             | FC東京           | 28               | 1                | 0                |
| 通算             | AFC              | AFC              | 1                | 0                |

- 2010年11月17日 - 公式戦初出場：天皇杯4回戦 vsジェフ千葉 (東京スタジアム (多目的スタジアム))
- 2011年05月15日 - Jリーグ初出場：J2第12節 vs栃木SC (大分スポーツ公園総合競技場)
- 2012年06月27日 - J1初出場：J1第9節 vs柏レイソル (国立霞ヶ丘競技場陸上競技場)
- 2012年09月30日 - Jリーグ初得点：J2第36節 vs大分トリニータ (町田市立陸上競技場)

## 選抜・代表歴
- 2005年 東京都選抜
- 2006年 U-14日本選抜 - EAFF U-14ユースフェスティバル
- 2008年 U-16日本代表 
  - バニコフ記念国際トーナメント (3位)
  - AFC U-16選手権 (ベスト4)
- 2009年 U-17日本代表
  - サニックス杯 (準優勝)
  - ビジャレアル国際ユース大会 (7位)
  - Manel Forne Ponsユーストーナメント (優勝)
  - FIFA U-17ワールドカップ (グループリーグ敗退)
- 2011年 U-18日本代表
- 2012年 U-19日本代表
- 2013年 U-20日本代表
- 2014年 U-21日本代表 - AFC U-22アジアカップ (ベスト8)

## タイトル
JFAアカデミー福島
- Manel Forne Ponsユーストーナメント (2009年)

FC東京
- スルガ銀行チャンピオンシップ (2010年)

### 個人
- 2009年 (財)福島県体育協会 優秀選手賞[55]